# Charles Watson-Wentworth, 2:e markis av Rockingham
Charles Watson-Wentworth, 2:e markis av Rockingham, född 13 maj 1730, död 1 juli 1782, var en brittisk whigpolitiker, som i två perioder var premiärminister. Han innehade bara två höga ämbeten under sin livstid (premiärminister och överhusledare), men var ändå mycket inflytelserik under sina ett och ett halvt år som regeringschef.

## Biografi
Charles Watson-Wentworth var ättling till earlen av Straffordd och växte upp i släkthemmet Wentworth Woodhouse nära Rotherham i South Yorkshire. Han fick sin utbildning vid Westminster School och St John's College, Cambridge. År 1746 red han från Wentworth till Carlisle för att ansluta sig till hertigen av Cumberland i jakten på tronpretendenten Karl Edvard Stuart. Fyra år senare fick han titeln earl av Malton i Irlands adel. Kort därefter övertog han sin faders markistitel. 
Han tog sin plats i överhuset året därpå, och blev riddare av Strumpebandsorden 1761. 1762 utnämnde kung Georg III hans vän och mentor, Lord Bute, till premiärminister. På grund av ett växande motstånd mot Lord Bute tvingades dock denne avgå. Han efterträddes av George Grenville, som inte heller fick tillräckligt stöd. Efter att Grenville hade avgått 1765 blev Rockingham utnämnd till premiärminister. 
Rockingham utsåg sina allierade Henry Seymour Conway och hertigen av Grafton till statssekreterare (Secretary of State). Under sin första regeringstid upphävde han stämpelakten, vilket minskade skattebördan på kolonierna. På grund av inre motsättningar inom kabinettet avgick Rockingham och William Pitt d.ä. utnämndes till ny premiärminister.
Under de följande sexton åren var Rockingham i opposition. Han förespråkade konstitutionella rättigheter för kolonister, och stödde de amerikanska koloniernas krav på självständighet. 1782 utsågs han för andra gången till premiärminister (med Charles James Fox och Lord Shelburne som statssekreterare). Då han tillträtt erkände han USA:s självständighet och tog därmed initiativ till att avsluta Storbritanniens inblandning i amerikanska revolutionen. Denna regeringsperiod blev kort, eftersom Lord Rockingham dog i mandat 14 veckor senare. 

## Eftermäle
Rockingham County, New Hampshire, Rockingham County, North Carolina och Rockingham County, Virginia i USA är uppkallade efter honom.